# 이비차 이부시치
이비차 이부시치(크로아티아어: Ivica Ivušić, 1995년 2월 1일~)는 크로아티아의 축구 선수이다. 포지션은 골키퍼이며, 현재 크로아티아 프르바 HNL의 하이두크 스플리트 소속으로 활동하고 있다.